# 為愛叛逆
《為愛叛逆》（英語：Baaghi）是一部2016年印度印地語動作驚悚片，由薩比爾·罕執導，薩吉德·納迪亞德瓦拉旗下的納迪亞德瓦拉外孫娛樂製作。部分劇情翻拍自2004年泰盧固語電影《雨》，高潮的動作戲靈感則來自2011年印尼電影《全面突襲》；講述一名武術家前往泰國曼谷，以從情敵的手中救出心愛的女人。電影由泰格·史洛夫、施拉達·卡普爾及瑟迪·巴布主演，也是巴布的印地語電影處女作。
《為愛叛逆》2016年4月29日在全球上映，影評界對其口碑褒貶不一。本片預算為3.5億盧比，全球票房超過12.9億盧比，商業表現成功。《為愛叛逆》催生了數部精神續集，從而成為系列電影的首部作品。

## 劇情
朗尼在火車上遇見了席雅，其叛逆的性格與自己很相見，而對她一見鍾情。拉格夫是喀拉拉邦卡拉里帕亞特皇家武術學院的繼承人、武術世界冠軍及勢力龐大的黑幫成員，也愛上了席雅。朗尼在已故父親薩木吉·辛格上校的要求下，不情願地成為武術學院的門生，學院的院長卡拉希·雪帝（又名古魯斯瓦米）是薩馬吉特的前軍隊同事、拉格夫之父。隨著朗尼在學院的訓練，古魯斯瓦米幫助他從不守規矩的浪子，變成了叛逆的武術家兼卡拉里帕亞特大師。朗尼和席雅也漸漸的愛上了彼此。
席雅之父皮皮·庫拉納為了錢而同意將女兒嫁給拉格夫。在得知席雅愛上朗尼後，庫拉納將朗尼出賣給拉格夫，拉格夫發誓要殺了他。古魯斯瓦米無意中聽到了此計畫並強烈反對。拉格夫感到羞辱並憤怒，毒死了古魯斯瓦米，之後要手下將朗尼帶來。朗尼在學院照顧的啞巴小男孩蘇布被拉格夫的人所傷，導致朗尼重傷了對方人馬，拉格夫隨後親自出馬與朗尼對峙。在古魯斯瓦米的葬禮上，庫拉納與拉格夫勾結，導致朗尼與席雅之間發生誤會，兩人最終分道揚鑣。席雅一家為躲避拉格夫而決定搬離城市，席雅成為了電影演員。
一日，拉格夫在海得拉巴的片場找到了席雅，於是將其綁架到泰國曼谷。因拉格夫的影響力，政府官員和警察都不願幫助庫拉納。庫拉納和電影製片人決定出錢請求朗尼協助；為了需要錢來治療正在接受聲帶治療的蘇布，朗尼同意執行救援行動。朗尼來到曼谷，並在拉格夫的格鬥俱樂部吸引拉格夫的注意。拉格夫派出手下追殺他，朗尼則一一擊敗了他們。朗尼闖入拉格夫得力助手比朱的家中，用槍指著比朱之妻，逼他說出席雅的位置。朗尼救出了在醫院的席雅，並甩開了拉格夫。兩人在返回印度的途中在一座島上停留。席雅在此得知父親的欺騙伎倆，便與朗尼和好。拉格夫和手下現身襲擊了兩人，比朱射殺了朗尼，並讓他墜落懸崖。
拉格夫將席雅帶回在曼谷的住所，但席雅意識到朗尼還活著。隨後，朗尼入侵了大樓，開始單槍匹馬逐一擊敗阻擋在前的敵人。原來，比朱因朗尼放過了自己的妻子，而偽造了朗尼的死。朗尼來到拉格夫的面前，起出遭對方制伏。拉格夫透露自己是古魯斯瓦米之死的幕後主使後，朗尼憤怒地起身，使用古魯斯瓦米的招牌動作殺死了他，為古魯斯瓦米報仇。朗尼與席雅終於在一起，並成為古魯斯瓦米武術學院的新老師。

## 演員
- 泰格·史洛夫飾演蘭維爾·「朗尼」·普拉塔普·辛格（Ranveer "Ronny" Pratap Singh）
- 施拉達·卡普爾飾演席雅·庫拉納（Siya Khurana）
- 瑟迪·巴布（英语：Sudheer Babu）飾演拉格夫·雪帝（Raghav Shetty）
- 蘇拉夫·查克拉博蒂（英语：Sourav Chakraborty (actor)）飾演比朱（Biju）
- 石富士·沙烏里亞·巴拉德瓦吉吉（Shifuji Shaurya Bhardwaj）飾演卡拉希·雪帝／古魯斯瓦米（Kailash Shetty / Guruswamy）
- 蘇尼爾·格羅弗（英语：Sunil Grover）飾演「皮皮」帕雷希·普拉卡希·庫拉納（Paresh Prakash Khurana "P. P."）
- 科塔·斯里尼瓦瑟·拉奧（英语：Kota Srinivasa Rao）飾演達薩那（Dasanna）
- 桑賈伊·米斯拉（英语：Sanjay Mishra (actor)）飾演哈利（Harry）
- 蘇米特·古拉蒂（Sumit Gulati）飾演蘇希（Sukhi）
- 比斯瓦帕蒂·薩卡爾（英语：Biswapati Sarkar）飾演哈里（Hari）
- 阿里安·普拉賈帕蒂（英语：Aryan Prajapati）飾演蘇布（Subbu）
- 阿倫·巴里（英语：Arun Bali）聲演薩木吉·辛格上校（Col. Samarjit Singh）

## 製作
《為愛叛逆》是泰格·史洛夫出演的第二部電影，繼《英雄主義》（2014年）之後與導演薩比爾·罕二度合作。史洛夫為本片接受了特技訓練並參加相關課程。製片人薩吉德·納迪亞德瓦拉聘請了一支五十人的特別團隊來對史洛夫的樣貌保密。史洛夫在片中的角色造型與他在《英雄主義》中不同，製片方不希望曝光其樣貌。泰盧固演員瑟迪·巴布簽約扮演反面角色，成為他的寶萊塢首作。《為愛叛逆》的主要拍攝於2015年5月27日展開；在2016年2月21日宣告殺青。本片在印度和泰國廣泛拍攝。科契的索瑪卡拉拉邦宮（Soma Kerala Palace）在片中被稱為KARMA學院（KARMA Institute，古魯斯瓦米的學院）。歌曲〈都是你的〉（Sab Tera）在充滿異國情調的波達島所拍攝。

## 外部連結
- 互联网电影数据库（IMDb）上《為愛叛逆》的资料（英文）
- 《為愛叛逆》的Bollywood Hungama頁面